# Asmicridea edwardsii
Asmicridea edwardsii là một loài Trichoptera trong họ Hydropsychidae. Chúng phân bố ở miền Australasia.